# Cyril Stiles
Cyril Alec "Bob" Stiles (10. oktober 1904 - 5. marts 1985) var en newzealandsk roer, født i Sydafrika.
Stiles vandt sølv i toer uden styrmand ved OL 1932 i Los Angeles. Hans makker i båden var Rangi Thompson. I finalen blev newzealænderne kun slået af den britiske båd roet af Lewis Clive og Hugh Edwards, mens Polens Henryk Budziński og Jan Mikołajczak kom ind på tredjepladsen. Ved de samme lege deltog han i New Zealands otter, der dog ikke vandt medalje.

## OL-medaljer
- 1932:  Sølv i toer uden styrmand